# Семенов Олексій Олександрович
Олексій Олександрович Семенов (рос. Алексе́й Алекса́ндрович Семёнов; нар. 15 квітня 1949, с. Саврасово, Андріївський р-н, Смоленська область, РРФСР) — радянський російський футболіст та тренер, виступав на позиції воротаря.

## Кар'єра гравця
Футбольну кар'єру розпочав 1967 року в жовтоводському «Авангарді». У 1969 році підсилив склад дніпропетровського «Дніпра». У 1972 році перебрався до «Кривбасу», а в 1974 році — до чернівецької «Буковини». по ходу сезону 1974 році перейшов у казанський «Рубін», в якому виступав до завершення кар'єри футболіста в 1980 році.

## Кар'єра тренера
По завершенні кар'єри гравця розпочав тренерську діяльність. У 1984 році очолив казанський «Рубін», а вже наступного року перейшов на посаду тренера казанський клуб. У 1987 році знову очолив «Рубін». З 1992 по 2002 рік знову допомагав тренувати «Рубін». З 2003 року працює в структурі казанського клубу на різноманітних посадах.